# Ráðherrann
Ráðherrann ("el ministre" en català) és una sèrie de televisió islandesa de ficció dirigida per Arnór Pálmi Arnarson i Nanna Kristín Magnusdóttir i desenvolupada per Sagafilm. S'ha comercialitzat amb el títol en anglès The Minister. Explica què passaria, si un home honrat i amb un greu trastorn de personalitat fos ministre del país. La seva situació es va agreujant i els seus companys intenten ocultar-ho al públic.

## Repartiment
- Òlafur Darri Ólafsson com a Benedikt Rickhardsson
- Anita Briem com a Steinnun
- Þuríður Blær Jóhannsdóttir com a Hrefnna
- Logi Hrafn Jónsson com a Sindri
- Thor Kristjansson com a Grímur
- Elva Ósk Ólafsdóttir com a Valgerður
- Oddur Júllíusson com a Óttar
- Jóel I. Sæmundsson com a Þorgir jingri
- Sigurður Sigurjónsson com a pare de Benedikt Rickhardsson
- Tinna Hrafnsdóttir[4][5]

## Recepció
José María Aresté, crític de cinema, en la seva crítica a Decine 21 considera The Minister una combinació de Borgen i Sucsession amb identitat pròpia. Destaca la interpretació de l'Òlafur Darri Ólafsson "és perfecte per compondre el protagonista, pel seu físic imponent i la seva poderosa personalitat, però està molt ben recolzat per un repartiment d'actors locals".
Toni de la Torre, crític de sèries, en un article de "El matí de Catalunya Ràdio" fa una crítica positiva de la sèrie i posa en relleu la qualitat de la història i també la considera una barreja de Borgen amb Boss.